# Depce
Depce (en serbocroata: Depce / Депце; en albanés: Depcë) es un pueblo en el municipio de Preševo del distrito de Pčinja de Serbia. Depce es parte de la zona de Serbia de mayoría albanesa en torno al valle de Preševo.  

## Geografía
El pueblo está situado en la zona montañosa de Skopska Crna Gora, en la frontera administrativa entre Kosovo y Serbia

## Historia
La emigración de la población no ha cesado, primero en dirección a Turquía y luego en dirección a las diferentes partes de Kosovo, al resto del valle de Preševo, Kumanovo y Skopie. En septiembre de 2011, la asamblea de diputados albaneses de Preševo, Bujanovac y Medveđa instó a los albaneses de Serbia a boicotear el censo previsto para octubre de ese año.

## Demografía
La evolución demográfica de Depce entre 1948 y 2011 fue la siguiente:
| 663                                                 | 693 | 758 | 735 | 587 | 544 | 441 |
| (Fuente: Population of Serbia since Yugoslav times) |     |     |     |     |     |     |

Según el censo de 2002, los albaneses representaban el 95,91% de la población (423 personas) y los serbios, el 4,16% (54 personas).En el censo yugoslavo de 1961, los albaneses eran el 99,34% de la población local.

## Economía
Los habitantes de Depce se dedican principalmente a la cría de animales y agricultura. 